# Pontiac (municipio regional de condado)
Pontiac (AFI: [pɔ̃'tiak]) es un municipio regional de condado (MRC) de la provincia de Quebec en Canadá. Este MRC está ubicado en la región de Outaouais. El chef-lieu es L'Isle-aux-Allumettes aunque el municipio más poblado es Mansfield-et-Pontefract.

## Geografía

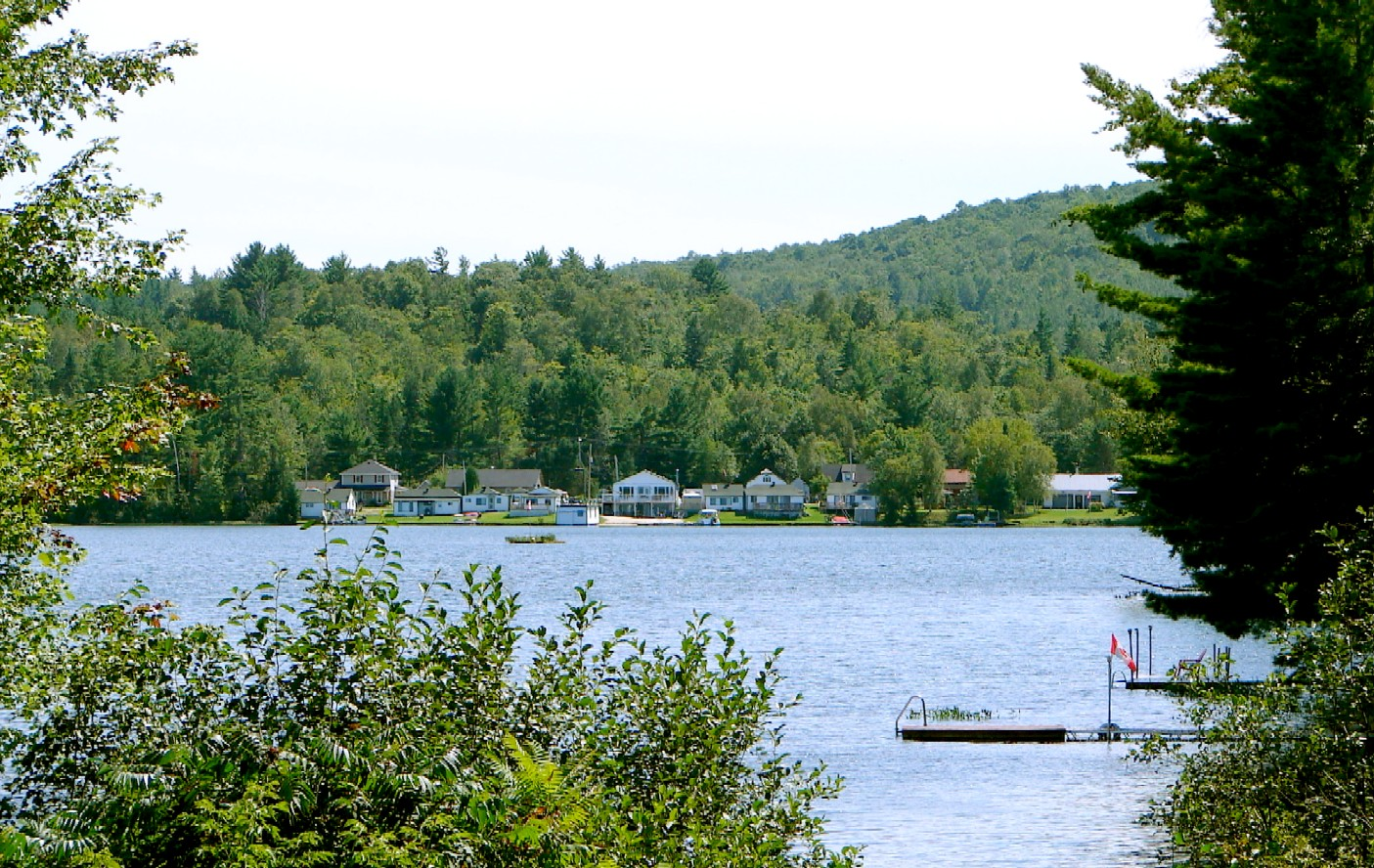
Otter Lake

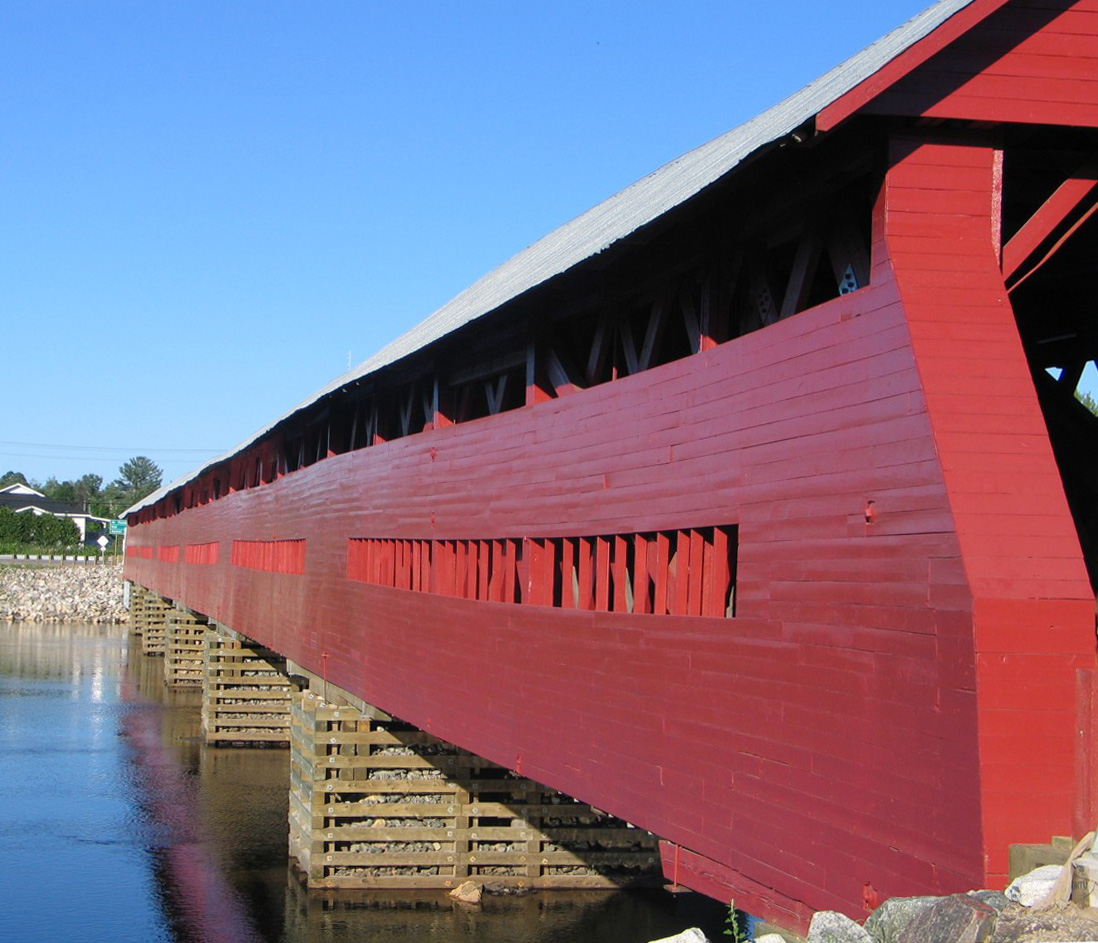
Puente Félix-Gabriel-Marchand sobre el río Coulonge

Los MRC limítrofes son Témiscamingue al oeste y de La Vallée-de-l'Or al norte (los dos en la región de Abitibi-Témiscamingue, de La Vallée-de-la-Gatineau y la ciudad de Gatineau al este. El río Ottawa forma el límite sur. En la otra orilla están ubicados la ciudad de Ottawa así como el condado de Renfrew, en la provincia vecina de Ontario El MRC de Pontiac está ubicado en los Laurentides cuyo relive es ondulato y cubierto de múltiples lagos.

## Historia

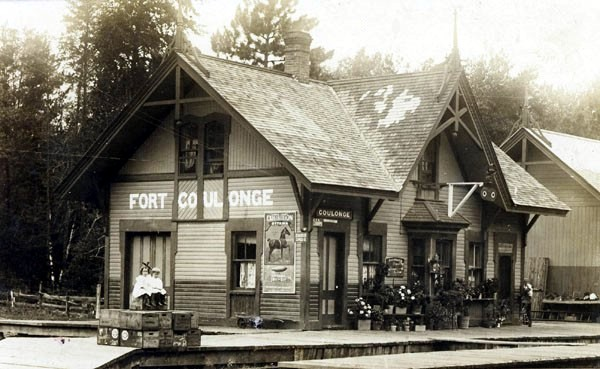
Estación de Fort-Coulonge hacia 1930

El MRC fue creado en 1983 a partir del antiguo condado de Pontiac. El topónimo recuerda el Jefe Pontiac.

## Política
El MRC hace parte de las circunscripciones electorales de Pontiac a nivel provincial y de Pontiac también a nivel federal.

## Población
Según el censo de Canadá de 2011, había 14 358 personas residiendo en este MRC con una densidad de población de 1,1 hab./km². La población ha decrecido de 1,6 % entre 2006 y 2011. El número de inmuebles particulares ocupadas por residentes habituales resultó de 6072 a las cuales se suman aproximadamente 3200 otros que son en gran parte segundas residencias.

## Economía
La industria de la madera y el ocio al aire libre son los dos principales actividades de la economía regional.

## Componentes
Hay 18 municipios y un territorio no organizado en el MRC.
| Código | Nombre                  | Tipo                     | Fecha de constitución | Área total (km²) | Área agua (km²) | Área tierra (km²) | Población 2013 | Densidad (hab./km²) |
| ------ | ----------------------- | ------------------------ | --------------------- | ---------------- | --------------- | ----------------- | -------------- | ------------------- |
| 84005  | Bristol                 | Municipio                | 01.07.1855            | 234,54           | 28,23           | 206,31            | 1156           | 5,6                 |
| 84010  | Shawville               | Municipio                | 01.01.1874            | 5,40             | 0,02            | 5,38              | 1671           | 310,6               |
| 84015  | Clarendon               | Municipio                | 01.07.1855            | 347,81           | 17,66           | 330,15            | 1187           | 3,6                 |
| 84020  | Portage-du-Fort         | Pueblo                   | 01.01.1863            | 4,24             | 0,03            | 4,21              | 288            | 68,4                |
| 84025  | Bryson                  | Municipio                | 01.01.1873            | 3,72             | 0,04            | 3,68              | 641            | 174,2               |
| 84030  | Campbell’s Bay          | Municipio                | 23.02.1904            | 3,49             | 0,19            | 3,30              | 774            | 234,5               |
| 84035  | L'Île-du-Grand-Calumet  | Municipio                | 01.07.1855            | 147,28           | 16,70           | 130,58            | 719            | 5,5                 |
| 84040  | Litchfield              | Municipio                | 01.07.1855            | 213,89           | 14,61           | 199,28            | 455            | 2,3                 |
| 84045  | Thorne                  | Municipio                | 01.01.1860            | 181,66           | 8,52            | 173,14            | 298            | 1,7                 |
| 84050  | Alleyn-et-Cawood        | Municipio                | 01.01.1877            | 325,18           | 16,72           | 308,46            | 171            | 0,6                 |
| 84055  | Otter Lake              | Municipio                | 01.01.1877            | 494,75           | 41,39           | 453,36            | 1119           | 2,5                 |
| 84060  | Fort-Coulonge           | Pueblo                   | 15.12.1888            | 3,17             | 0,21            | 2,96              | 1394           | 470,9               |
| 84065  | Mansfield-et-Pontefract | Municipio                | 01.01.1868            | 523,56           | 57,06           | 466,50            | 2211           | 4,7                 |
| 84070  | Waltham                 | Municipio                | 01.01.1859            | 403,07           | 42,52           | 360,55            | 381            | 1,1                 |
| 84082  | L'Isle-aux-Allumettes   | Municipio                | 30.12.1998            | 234,09           | 48,15           | 185,94            | 1322           | 7,1                 |
| 84090  | Chicester               | Cantón                   | 01.01.1857            | 235,40           | 17,33           | 218,07            | 362            | 1,7                 |
| 84095  | Sheenboro               | Municipio                | 01.01.1869            | 634,35           | 69,18           | 565,17            | 126            | 0,2                 |
| 84100  | Rapides-des-Joachims    | Municipio                | 01.01.1955            | 257,36           | 20,46           | 236,90            | 131            | 0,6                 |
| 84902  | Lac-Nilgaut             | Territorio no organizado | 01.01.1986            | .                | .               | .                 | -              | -                   |
| 840    | Pontiac                 | MRC                      | 01.01.1983            | .                | .               | 12 992,7          | 14 388         | 1,1                 |